# Kioloa
Kioloa is een gehucht gelegen aan de zuidkust van de Australische deelstaat New South Wales. De naam van het plaatsje wordt door de lokale bevolking uitgesproken als 'Ky-ola'. Bij de telling van 2006 had Kioloa 196 inwoners.
De Australian National University's Kioloa Coastal Campus is gehuisvest ten noorden van het dorp.
De dichtstbij gelegen plaats is Bawley Point. Voor beide dorpen is toerisme de voornaamste bron van inkomsten. Kioloa heeft drie caravanparken en een warenhuis. Het gebied staat bekend vanwege zijn ongerepte stranden en surfspots.